# Château Frontenac
Château Frontenac to luksusowy hotel w centrum miasta Quebec, uważany za jedną z głównych jego atrakcji.
Zamek zaprojektował Bruce Price na zlecenie Canadian Pacific Railway w stylu historyzmu (neogotyk z elementami neorenesansowymi). Otwarcie nastąpiło w 1893 roku.
W XX wieku, Château Frontenac przeszedł kilka transformacji, najważniejszą było dobudowanie wieży w 1926 roku, którą umieszczono w centralnej części zamku. 
Nazwa hotelu została nadana na cześć gubernatora Nowej Francji Louis de Buade de Frontenaca (1662-1698),
Château Frontenac należy od października 2001 roku do sieci hoteli Fairmont Hotels and Resorts i jest jednym z najbardziej ekskluzywnych i luksusowych hoteli w Kanadzie. Co więcej, jest uważany za jeden z najczęściej fotografowanych hoteli na świecie.
Zamek pojawił się kilkakrotnie w filmie Wyznaję (1953) Alfreda Hitchcocka.